# 海の上の君は、いつも笑顔。
海の上の君は、いつも笑顔。（うみのうえのきみは、いつもえがお。）は、2009年5月9日公開の日本の映画。

## ストーリー
茅ヶ崎高校2年生バスケットボール部の次期キャプテンの成瀬汀は、秘かに思いを寄せていた同級生の小早川陸にサーフィンをやるのか聞かれ一人で練習を始めた。が、プロサーファーを目指していた兄の形見のサーフボードを無くしてしまい自転車を漕いで湘南中を探すのだった。

## 登場人物
成瀬汀（なるせみぎわ）
演 - 谷村美月
主人公、茅ヶ崎高校2年生
小早川陸
演 - 桜田通
成瀬汀の同級生
成瀬孝治
演 - 白井義将
成瀬汀の兄、プロサーファーを目指していた
小林みなみ
演 - 甘利はるな
成瀬汀が海岸で出会った女の子
その他
星ようこ、大杉漣、津田寛治、山本ひかる、麻宮美果、川端保成、大谷俊平、大網亜矢乃、滝ありさ、中澤舞、永山たかし、幸太、山本太郎

## スタッフ
- エグゼクティブ・プロデューサー : 中崎淳、竹内靖
- プロデューサー : 浅木大
- 監督 : 喜多一郎
- 脚本 : 喜多一郎、川野浩司
- 撮影 : ふじもと光明

## 後援
- 茅ヶ崎市
- 藤沢市

## その他
- 2008年10月3日、4日には神奈川県立茅ヶ崎高等学校で撮影が行われ在校生がエキストラとして出演し、2008年10月11日には、茅ヶ崎市でビーチクリーン（海岸清掃）の撮影が行われ茅ヶ崎市民が参加した[1]。
- 収益の1部は茅ヶ崎市、藤沢市、かながわ海岸美化財団へ寄付（公開前の映画宣伝資料より）。